# Colonia Cavour
Colonia Cavour é uma comuna da província de Santa Fé, na Argentina.

## População
Possui 329 habitantes (INDEC, 2010), o que representa um aumento em relação ao 306 habitantes (INDEC, 2001) do censo anterior.
| {{{título}}} |
|              |

## Criação da Comuna
- 10 de junho de 1886

## Toponímia
Em homenagem a Conde de Cavour considerado o pai da Unificação italiana junto com Giuseppe Garibaldi e Giuseppe Mazzini.

## História
A colônia que deu origem ao nome foi fundada no ano 1869 pelo Sr. Lambruschini, distante 9 leguas de Santa Fe, com solo arável de qualidade, lagoas de água permanentes, ravinas e terrenos acidentados, que convidavam à colonização, o seu desenvolvimento foi retardado pelas intrigas e ameaças dos colonos de Esperanza, e apenas uma parte dela foi povoada.
A sementeira do trigo constituía a principal ocupação dos seus habitantes, seguida em menor escala pelo milho, cevada e outras sementes (1881). Diferentes espécies de árvores frutíferas (4.800), 250 amoreiras, 133 pés de vinha e 200.000 árvores para lenha e madeira, constituíram a riqueza florestal dos seus primeiros anos.
As crônicas dizem que eles pastavam em seus prados:
300 bois de trabalho; 605 burros de carga; 30 mulas, 400 vacas leiteiras, 457 bovinos, 150 éguas, 450 ovelhas e 500 suínos.
A administração política foi exercida pelo juiz de paz de Humboldt (1881).
A grande maioria dos habitantes pertencia à Religião Católica, com um número menor de Protestantes. Uma escola mista ensinava as crianças da colônia.
As seguintes famílias foram estabelecidas em La Colonia em 1872: J. Nehr, G. Lehmann, J. Acosta, J. Schreir, D, Brandt, J. Nagu, Santillán, Detruel, Mayer, Depuget, Escoyer, Belén, Schubert, Cattin , Marachiní, Barini, Giebert, Cattanio F., Staign F., Reinales, Herzog Martin, de San Gerónimo, dono de várias concessões, Luis Colombo.
As edificações existentes em La Colonia, no ano de 1881, eram: 6 casas de telhado, 10 casas de telha, 100 casas de palha, 65 ranchos.Um moinho a vapor, um moinho de mulas e um moinho de água compunham seus estabelecimentos industriais. Uma loja, um armazém e uma mercearia eram as lojas da época.

## Padroeiro
- Capela San Roque - Cavour - Santa FeSanto Domingo de Guzmán, 8 de agosto

## Escolas
Escola Domingo F. Sarmiento - Cavour - Santa Fé
Domingo F. Sarmiento - área urbana
Dr. Rafael Bielsa - zona rural

## Esportes
- Cavour Athletic Club - Santa FeCavour Athletic Club

## Sites Externos
- Sitio provincial
- Sitio Relevamiento Patrimonial de la Provincia
- Sitio federal (IFAM) Instituto Federal de Asuntos Municipales
- Coordenadas geográficas